# Song Bài
Song Bài (chữ Hán giản thể: 双牌县, Hán Việt: Song Bài huyện) là một huyện thuộc địa cấp thị Vĩnh Châu, tỉnh Hồ Nam, Cộng hòa Nhân dân Trung Hoa. Song Bài nằm ở rìa tây nam của Hồ Nam, toạ độ từ 111°24′đến 111°59′độ kinh đông，25°23′đến 26°11′độ vĩ bắc. Huyện này có diện tích 1751 km2, dân số năm 2002 là 170.911 người, trong đó dân số phi nông nghiệp là 32.239 người  GDP của huyện Song Bài năm 2002 là 0,731 tỷ nhân dân tệ. Tiêu Thủy là một con sông chảy qua huyện này với chiều dài 78,8 km.
Song Bài giáp các đơn vị hành chính: Toàn Châu (tây), huyện Đạo (nam), Ninh Viễn (đông), Kì Dương (bắc).

## Hình thành
Huyện Song Bài được thành lập ngày 16 tháng 12 năm 1969 trên cơ sở lâm khu Tiêu Thủy. Trước đó lâm khu Tiêu Thủy được thành lập vào ngày 25 tháng 1 năm 1965 trên cơ sở tách một phần của các huyện Linh Lăng (gồm các xã Song Bài, Thượng Nhân Lý, Bàn Gia Đồng, Hà Gia Đồng, Hà Tiên Quan, Thái Lý Khẩu, Trà Lâm Tự, Ma Giang và lâm trường quốc doanh Đại Miếu Đầu), huyện Đạo (gồm các xã Giang Thôn, Thượng Ngô Giang, Lâm Gia, Đường Để và các lâm trường quốc doanh Tá Cố Bình, Nguyệt Nham, Kiều Đầu), huyện Ninh Viễn (gồm các lâm trường Duơng Minh Sơn, Bạch Vân Sơn, Hoang Đường), và các lâm trường Ngũ Tinh Lĩnh, lâm trường hồ chứa nước Song Bài trực thuộc chuyên khu Linh Lăng.

## Hành chính
Huyện lỵ của Song Bài là trấn Long Bạc. Huyện này được chia ra thành các đơn vị hành chính gồm 6 trấn, 5 hương (trong đó có 1 huơng dân tộc) và lâm trường Duơng Minh Sơn trực thuộc huyện.